# Thalictrum microspermum
Thalictrum microspermum är en ranunkelväxtart som beskrevs av Jisaburo Ohwi. Thalictrum microspermum ingår i släktet rutor, och familjen ranunkelväxter. Inga underarter finns listade i Catalogue of Life.